# Clásica de Almería 2017
La Clásica de Almería 2017, trentaduesima edizione della corsa e valevole come evento dell'UCI Europe Tour 2017 categoria 1.1, si svolse il 12 febbraio 2017 su un percorso di 190,9 km con partenza e arrivo a Almería, in Spagna. La vittoria fu appannaggio del danese Magnus Cort Nielsen, il quale completò il percorso in 4h31'22", alla media di 42,209 km/h, precedendo il tedesco Rüdiger Selig e il belga Jens Debusschere.
Sul traguardo di Almería 109 ciclisti, su 118 partenti, portarono a termine la competizione.

## Squadre e corridori partecipanti
| N.    | Cod. | Squadra                     |
| ----- | ---- | --------------------------- |
| 1-7   | GAZ  | Gazprom-RusVelo             |
| 11-17 | KAT  | Team Katusha-Alpecin        |
| 21-27 | DEN  | Direct Énergie              |
| 31-37 | ORS  | Orica-Scott                 |
| 41-47 | COF  | Cofidis                     |
| 51-57 | MOV  | Movistar Team               |
| 61-67 | RNL  | Roompot-Nederlandse Loterij |
| 71-77 | BOH  | Bora-Hansgrohe              |
| 81-87 | CCC  | CCC Sprandi Polkowice       |

| N.      | Cod. | Squadra                         |
| ------- | ---- | ------------------------------- |
| 91-97   | LTS  | Lotto-Soudal                    |
| 101-107 | SVB  | Sport Vlaanderen-Baloise        |
| 111-117 | TBM  | Bahrain-Merida Pro Cycling Team |
| 121-127 | CJR  | Caja Rural-Seguros RGA          |
| 131-137 | WGG  | Wanty-Groupe Gobert             |
| 141-147 | EUS  | Euskadi Basque Country-Murias   |
| 151-157 | VWC  | Vérandas Willems-Crelan         |
| 161-167 | BUR  | Burgos-BH                       |

## Ordine d'arrivo (Top 10)
| Pos. | Corridore           | Squadra      | Tempo    |
| ---- | ------------------- | ------------ | -------- |
| 1    | Magnus Cort Nielsen | Orica        | 4h31'22" |
| 2    | Rüdiger Selig       | Bora         | s.t.     |
| 3    | Jens Debusschere    | Lotto-Soudal | s.t.     |
| 4    | Carlos Barbero      | Movistar     | s.t.     |
| 5    | Amaury Capiot       | Sport Vl.    | s.t.     |
| 6    | Baptiste Planckaert | Katusha      | s.t.     |
| 7    | Maciej Paterski     | CCC          | s.t.     |
| 8    | Daniel López        | Burgos-BH    | s.t.     |
| 9    | Raymond Kreder      | Roompot      | s.t.     |
| 10   | Jonas Van Genechten | Cofidis      | s.t.     |